# Saint-Yrieix-sur-Charente

Saint-Yrieix-sur-Charente este o comună în departamentul Charente, Franța. În 1 ianuarie 2022 avea o populație de 7.556 de locuitori.